# Fly with Me (canção de Jonas Brothers)
"Fly with Me" (em inglês:  Voar Comigo) é uma canção da banda americana Jonas Brothers, lançada como segundo single de seu quarto álbum de estúdio, Lines, Vines and Trying Times, em 9 de junho de 2009, pela Hollywood Records. A música pode ser encontrada no filme Uma Noite no Museu 2.

## Críticas
Em sua crítica de Lines, Vines and Trying Times, Bill Lamb do About.com criticou a música, principalmente as faixas instrumentais e as diferenças de gênero entre ela e a anterior causando um fluxo pobre à Lines. Ele disse: "Com os sons do piano, harpa e sinos [sic] [...] nos aproximamos de um programa chato, acho que irritante de novos instrumentos e até mesmo novo gênero que experimentaremos na próxima faixa."

## Videoclipe
O videoclipe foi apresentado pela primeira vez no Disney Channel em 7 de junho de 2009 e publicado na mesma noite na conta da Hollywood Records no YouTube. Ele mostra o grupo ensaiando a canção nos bastidores da World Tour 2009.

## Paradas Musicais
| Parada (2009)         | Melhor posição |
| --------------------- | -------------- |
| Argentina Top 100     | 23             |
| Chile Top 100         | 28             |
| Japan Singles Top 100 | 11             |
| Billboard Hot 100     | 83             |